# Кубок мира по спортивной акробатике 1989
7-й кубок мира по спортивной акробатике проводился в городе Рига (СССР) с 26 по 29 октября 1989 года.
Результаты выступлений спортсменов из европейских стран использовались для определения технических результатов чемпионата Европы 1989 года.

## Результаты

### Мужские акробатические прыжки

#### Многоборье
| Ранг | Команда              | Страна | Очки  |
| ---- | -------------------- | ------ | ----- |
| 1    | Алексей Крыжановский | СССР   | 29,09 |
| 2    | Кшиштоф Вилуш        | Польша | 29,03 |
| 3    | У Мянь               | Китай  | 28,99 |

#### Первое упражнение
| Ранг | Команда              | Страна  | Очки  |
| ---- | -------------------- | ------- | ----- |
| 1    | Стив Эллиот          | США     | 19,49 |
| 2    | Алексей Крыжановский | СССР    | 19,12 |
| 3    | Ламберт Кристоф      | Франция | 19,09 |

#### Второе упражнение
| Ранг | Команда        | Страна  | Очки  |
| ---- | -------------- | ------- | ----- |
| 1    | Эузо Паскаль   | Франция | 19,70 |
| 2    | Евгений Иванов | СССР    | 19,62 |
| 3    | Джон Бэк       | США     | 19,46 |

### Мужские пары

#### Многоборье
| Ранг | Команда                             | Страна   | Очки  |
| ---- | ----------------------------------- | -------- | ----- |
| 1    | Чень Вын, Чень Бао Хуань            | Китай    | 29,63 |
| 1    | Геннадий Церищенко, Юрий Степчанков | СССР     | 29,63 |
| 3    | Цветан Динов, Ивайло Кацов          | Болгария | 29,36 |

#### Баланс
| Ранг | Команда                             | Страна   | Очки  |
| ---- | ----------------------------------- | -------- | ----- |
| 1    | Геннадий Церищенко, Юрий Степчанков | СССР     | 19,80 |
| 1    | Чень Вын, Чень Бао Хуань            | Китай    | 19,80 |
| 2    | Цветан Динов, Ивайло Кацов          | Болгария | 19,60 |

#### Темп
| Ранг | Команда                             | Страна | Очки  |
| ---- | ----------------------------------- | ------ | ----- |
| 1    | Чень Вын, Чень Бао Хуань            | Китай  | 19,80 |
| 2    | Геннадий Церищенко, Юрий Степчанков | СССР   | 19,76 |
| 3    | Анджей Пьехота, Томаш Гала          | Польша | 19,29 |

### Мужские группы

#### Многоборье
| Ранг | Команда                                                               | Страна   | Очки  |
| ---- | --------------------------------------------------------------------- | -------- | ----- |
| 1    | Стефан Николов, Лефтер Иванов, Павлин Николов, Борислав Бецов         | Болгария | 29,49 |
| 2    | Вадим Бочаров, Игорь Сарачинский, Андрей Винтилов, Владимир Мельников | СССР     | 29,49 |
| 3    | Лю Хан, Сюй Бинь, Чай Цен, Ин Ши Чань                                 | Китай    | 28,83 |

#### Баланс
| Ранг | Команда                                                               | Страна   | Очки  |
| ---- | --------------------------------------------------------------------- | -------- | ----- |
| 1    | Лю Хан, Сюй Бинь, Чай Цен, Ин Ши Чань                                 | Китай    | 19,83 |
| 2    | Стефан Николов, Лефтер Иванов, Павлин Николов, Борислав Бецов         | Болгария | 19,60 |
| 3    | Вадим Бочаров, Игорь Сарачинский, Андрей Винтилов, Владимир Мельников | СССР     | 19,59 |

#### Темп
| Ранг | Команда                                                               | Страна  | Очки  |
| ---- | --------------------------------------------------------------------- | ------- | ----- |
| 1    | Вадим Бочаров, Игорь Сарачинский, Андрей Винтилов, Владимир Мельников | СССР    | 19,76 |
| 2    | Ференц Тот, Бэла Цигони, Жолт Стадлер, Томаш Киш                      | Венгрия | 19,0  |
| 3    | Лю Хан, Сюй Бинь, Чай Цен, Ин Ши Чань                                 | Китай   | 18,90 |

### Женские акробатические прыжки

#### Многоборье
| Ранг | Гимнаст         | Страна | Очки  |
| ---- | --------------- | ------ | ----- |
| 1    | Людмила Громова | СССР   | 29,56 |
| 2    | Ио Ж Хуа        | Китай  | 29,26 |
| 3    | Стефания Вебб   | США    | 29,03 |

#### Первое упражнение
| Ранг | Гимнаст           | Страна         | Очки  |
| ---- | ----------------- | -------------- | ----- |
| 1    | Людмила Громова   | СССР           | 19,66 |
| 2    | Мариела Манолова  | Болгария       | 19,33 |
| 3    | Стефания Вебб     | США            | 19,23 |
| 3    | Филиппа Мьюзикент | Великобритания | 19,23 |
| 3    | Илдико Драгонер   | Венгрия        | 19,23 |

#### Второе упражнение
| Ранг | Гимнаст         | Страна | Очки  |
| ---- | --------------- | ------ | ----- |
| 1    | Людмила Громова | СССР   | 19,53 |
| 1    | Ио Ж Хуа        | Китай  | 19,40 |
| 2    | Стефания Вебб   | США    | 19,30 |

### Женские пары

#### Многоборье
| Ранг | Команда                            | Страна   | Очки  |
| ---- | ---------------------------------- | -------- | ----- |
| 1    | Йорданка Йорданова, Анна Кирковска | Болгария | 29,62 |
| 2    | Уа Вэй, Лу Мей Дян                 | Китай    | 29,33 |
| 3    | Елена Дрожжина, Зульфия Алимова    | СССР     | 28,69 |

#### Первое упражнение
| Ранг | Команда                            | Страна   | Очки  |
| ---- | ---------------------------------- | -------- | ----- |
| 1    | Йорданка Йорданова, Анна Кирковска | Болгария | 19,80 |
| 1    | Уа Вэй, Лу Мей Дян                 | Китай    | 19,80 |
| 3    | Елена Дрожжина, Зульфия Алимова    | СССР     | 19,69 |

#### Второе упражнение
| Ранг | Команда                            | Страна   | Очки  |
| ---- | ---------------------------------- | -------- | ----- |
| 1    | Йорданка Йорданова, Анна Кирковска | Болгария | 19,76 |
| 2    | Уа Вэй, Лу Мей Дян                 | Китай    | 19,43 |
| 3    | Моника Еднейчук, Дорота Пронобис   | Польша   | 19,06 |

### Женские группы

#### Многоборье
| Ранг | Команда                                           | Страна   | Очки  |
| ---- | ------------------------------------------------- | -------- | ----- |
| 1    | Боянка Ангелова, Любовь Чолакова, Василена Панова | Болгария | 29,66 |
| 2    | Людмила Каховская, Наталья Швец, Татьяна Петрук   | СССР     | 29,46 |
| 3    | Хэу Чинь, Ян Вый Син, Моэ Шэ Чинь                 | Китай    | 29,42 |

#### Баланс
| Ранг | Команда                                           | Страна   | Очки  |
| ---- | ------------------------------------------------- | -------- | ----- |
| 1    | Боянка Ангелова, Любовь Чолакова, Василена Панова | Болгария | 19,90 |
| 2    | Людмила Каховская, Наталья Швец, Татьяна Петрук   | СССР     | 19,70 |
| 3    | Хэу Чинь, Ян Вый Син, Моэ Шэ Чинь                 | Китай    | 19,56 |

#### Темп
| Ранг | Команда                                           | Страна   | Очки  |
| ---- | ------------------------------------------------- | -------- | ----- |
| 1    | Боянка Ангелова, Любовь Чолакова, Василена Панова | Болгария | 19,76 |
| 1    | Хэу Чинь, Ян Вый Син, Моэ Шэ Чинь                 | Китай    | 19,76 |
| 3    | Людмила Каховская, Наталья Швец, Татьяна Петрук   | СССР     | 19,63 |

### Смешанные пары

#### Многоборье
| Ранг | Команда                            | Страна   | Очки  |
| ---- | ---------------------------------- | -------- | ----- |
| 1    | Наталья Редькова, Евгений Марченко | СССР     | 29,60 |
| 1    | Роза Пенчева, Емил Крастев         | Болгария | 29,60 |
| 3    | Чень Хунь Вэй, Ли Ши               | Китай    | 29,55 |

#### Первое упражнение
| Ранг | Команда                            | Страна   | Очки  |
| ---- | ---------------------------------- | -------- | ----- |
| 1    | Наталья Редькова, Евгений Марченко | СССР     | 19,80 |
| 1    | Роза Пенчева, Емил Крастев         | Болгария | 19,80 |
| 3    | Чень Хунь Вэй, Ли Ши               | Китай    | 19,76 |

#### Второе упражнение
| Ранг | Команда                            | Страна   | Очки  |
| ---- | ---------------------------------- | -------- | ----- |
| 1    | Чень Хунь Вэй, Ли Ши               | Китай    | 19,73 |
| 1    | Наталья Редькова, Евгений Марченко | СССР     | 19,73 |
| 3    | Роза Пенчева, Емил Крастев         | Болгария | 19,70 |